# Аети, Альбиан
Альбиан Аети (нем. Albian Ajeti; род. 26 февраля 1997 года, Базель, Швейцария) — швейцарский футболист, нападающий швейцарского клуба «Базель».

## Клубная карьера
Аети — воспитанник «Базеля», начинал заниматься в академии клуба с восьми лет вместе с братом-близнецом Адонисом. Вместе с ним же становился чемнионом Швейцарии среди юношеских команд. 30 апреля 2013 года братья подписали первые профессиональные контракты с клубом и стали привлекаться к играм второй команды.
13 марта 2014 года дебютировал в главной команде, в матче 1/16 Лиги Европы против «Ред-Булла», выйдя на поле на замену на 90-й минуте вместо Джованни Сио. А 6 апреля он дебютировал в швейцарском чемпионате в поединке против «Туна».
В сезоне 2014/15 он провёл за «Базель» четыре матча и единожды отличился, чем помог клубу выиграть золотые медали чемпионата. С сезона 2015/16 стал основным запасным игроком клуба, выходил пять раз на замену, также отметив одно из появлений на поле забитым мячом.
К молодому игроку стали проявлять интерес различные немецкие команды. Наиболее настойчивым оказался «Аугсбург», с которым 8 января 2016 года игрок подписал контракт на четыре с половиной года.

## Карьера в сборной
Аети, в отличие от своего старшего брата — игрок юношеских и молодёжных сборных Швейцарии. Регулярно вызывался в каждом возрасте. Принимал участие в чемпионате Европы 2014 года среди юношей до 17 лет, выходил во всех трёх матчах группового этапа. 8 октября 2015 года дебютировал в молодёжной сборной Швейцарии в поединке против сверстников из Боснии и Герцеговины.

## Семья
Альбиан — выходец из Албании. У него есть старший брат — защитник «Торино», игрок сборной Албании Арлинд Аети и брат-близнец, защитник «Санкт-Галлена» Адонис Аети.

## Достижения
«Базель»
- Чемпион Швейцарии: 2014/15
- Обладатель Кубка Швейцарии: 2018/19
- Финалист Кубка Швейцарии: 2014/15